# Tifanny Abreu
Tifanny Abreu (Goiânia, 29 d'octubre de 1984) és una jugadora de voleibol brasilera. Va ser la primera dona transgènere que va jugar a la Superlliga Brasilera de Voleibol Femení i que la temporada 2020/2021 en va ser la màxima anotadora amb una mitjana de 5,92 punts por set.

## Trajectòria
Abans de jugar en campionats femenins, va competir com a home a la Superlliga A i B del Brasil, i a les lligues d'Indonèsia, Portugal, Espanya, França, Holanda i Bèlgica. Mentre estava al JTV Dero Zele-Berlare flamenc, Abreu va decidir completar la seva transició de gènere. El 2017 va rebre el permís de la Federació Internacional de Voleibol per a competir en lligues femenines.
El 2018 Abreu es va presentar com a candidata del partit polític Moviment Democràtic Brasiler.
El juny de 2020, en el 50è aniversari de la primera desfilada de l'orgull, la revista digital Queerty la va nomenar entre les cinquanta heroïnes «que lideren la nació cap a la igualtat, l'acceptació i la dignitat per a totes les persones».